# Semiothisa tetragraphicata
Semiothisa tetragraphicata là một loài bướm đêm trong họ Geometridae.